# لیتل براملی
لیتل براملی (به انگلیسی: Little Bromley) یک روستا و محله مدنی در بریتانیا است که در تندرینگ واقع شده‌است. لیتل براملی ۲۵۳ نفر جمعیت دارد.